# アフマド・フサイン・アッ＝シャラア
アフマド・フサイン・アッ＝シャラア（アラビア語: أحمد حسين الشرع, ラテン文字転写: Aḥmad Ḥusayn al-Sharʿ, 1982年10月29日 - ）、戦闘名（通称）アブー・ムハンマド・アル＝ジャウラーニー（文語アラビア語発音: أبو محمد الجولاني, Abū Muḥammad al-Jawlānī）は、シリア内戦における反体制派の軍事指導者、シリアの暫定大統領。2024年12月8日にバッシャール・アル＝アサド政権が崩壊してからは同国の事実上の指導者となり、2025年1月29日に暫定政府より暫定大統領就任が発表され、3月29日に成立したシリア移行政府においても暫定大統領を務めている。
シリア内戦の初期に、反アサド武装組織ヌスラ戦線を設立し司令官（アミール）となった。当初この組織はアル＝カーイダのシリア支部であり、アブー・バクル・アル＝バグダーディー率いるイラクのイスラム国（後のISIL）とも協力関係にあった。しかし次第にアル＝カーイダやバグダーディーらのテロリズム・反欧米傾向から距離を置いてアサド政権に対する抵抗に集中するようになり、ヌスラ戦線ともども2013年にISILと、2016年にアル＝カーイダと絶縁してそれぞれ敵対・交戦する関係となった。2017年、ヌスラ戦線系組織などを統合して新たにシャーム解放機構を設立し、まもなく第2代司令官に就任した。アル=カーイダはジャウラーニーを「裏切者」と批判し、シャーム解放機構からの離反者を中心に宗教の守護者（フッラース・アッ＝ディーン、シリアのアル=カーイダ）を組織し対抗したが、ジャウラーニーとシャーム解放機構は2020年にこれと全面衝突して壊滅させた。
2014年9月28日に発した音声声明では、ジャウラーニーは「アメリカ合衆国とその同盟者」と戦っていると述べ、麾下の戦闘員たちにもISILとの戦いの中で西側諸国の支援を受け取ってはならないと指示していた。アメリカ国務省は2013年5月にジャウラーニーを特別指定国際テロリストに指定し、2017年から2024年にかけて彼の逮捕につながる情報提供者に1000万ドルの懸賞金を出すとしていた。
しかしジャウラーニー自身は2010年代後半から、他のジハード主義勢力と距離を取り、組織内の過激派を抑え、アサド政権打倒のみに集中して欧米に歩み寄る姿勢を見せるなどしており、その主張や行動は大幅な変化を見せている。対外的にも自身やシャーム解放機構の穏健化したイメージの発信を積極的に試みている。2024年12月のアサド政権崩壊の直前に行われたCNNのインタビューに対しては、戦闘名の「アル=ジャウラーニー」ではなく本名で応え、西側諸国に戦争を仕掛ける意思はないと述べ、キリスト教徒を含む宗教的・民族的なマイノリティを保護することを誓っている。
2024年11月から、反体制派の諸勢力を糾合した大攻勢に出て、12月にアサド政権の打倒に成功した。その後はシャーム解放機構と連携しているシリア救済政府を母体とする暫定政権を発足させるとともに自らは本名のシャラアを名乗って事実上のシリア国家元首として振る舞い、内戦後のシリアの安定化と国際関係修復に取り組んでいる。また、人権や女性・マイノリティの権利の尊重、混乱に乗じたISIL復活の抑止に努めるといった穏健姿勢をとり、懸賞金を取り下げたアメリカをはじめとした西側諸国との関係構築も試みている。2025年1月29日にはシャーム解放機構より暫定政権の大統領に就任したことが発表された。

## 名前

### 本名
本名はアフマド・フサイン・アッ＝シャラア（アラビア語: أحمد حسين الشرع, Aḥmad Ḥusayn al-Sharʿ）でファーストネームがアフマド、父の名前がフサイン（口語発音：フセイン）、家名がアッ＝シャラア（口語発音：アッ＝シャルア、アッ＝シャラア）。
口語アラビア語的発音依拠カタカナ表記としては、アフマド・フセイン・アッ＝シャルア、アハマド・フセイン・アッ＝シャルア、アフマド・フセイン・アッ＝シャラア、アフメド・フセイン・アッ＝シャラアなどが挙げられる。
＊加えて現地方言ではシャリァ、シャレァに近い発音も聞かれるなどする。
通常は父の名前を含まないより短いアフマド・アッ＝シャルウ（アラビア語: أحمد الشرع, Aḥmad al-Sharʿ, 口語風カタカナ表記例：アハマド・アッ＝シャルア、アハマド・アッ＝シャラアなど）で報道されている。
日本語メディアではアラビア語口語発音の一つであるアハメドを含む表記、ファーストネームないしは家名を英語読みしたアーマド、アーメドを含むアーメド・アル・シャラア、アハメド・アル・シャラー、アーメド・アル・シャラー、家名から定冠詞アルを省いたものを含むアフマド・シャラア、アフマド・シャラ、アハマド・シャラアなどのカタカナ表記も用いられている。
英語メディアでは口語アラビア語発音（現地方言発音）に近いAhmed al-Sharaaの使用が多く、アフメド・アッ＝シャラアないしはアハメド・アッ＝シャラアに近い発音に対応。これに近い日本語記事でのカタカナ表記としてはアフメド・シャラア、アハメド・シャラアなどが挙げられる。

### 戦闘名（偽名）
アブー・ムハンマド・アル＝ジャウラーニーは「ゴラン高原出身のムハンマド父」という意味で、文語発音依拠と口語発音依拠に伴う発音・表記揺れが複数存在する。
文語アラビア語発音:
أبو محمد الجولاني（Abū Muḥammad al-Jawlānī（アブー・ムハンマド・アル＝ジャウラーニー）, 英字表記例：Abu Muhammad al-Jawlani）
口語アラビア語発音例：
アブー・モハンマド・アル＝ジョウラーニー、アブー・モハンマド・アル＝ジョーラーニー、アブー・モハンマド・アル＝ジューラーニー（英字表記例：Abu Mohammad al-Joulani/al-Jolani/al-Golani/al-Julaniなど）
＊実際にはシリア周辺方言では定冠詞への発音同化が起こることから、現地住民らはアッ＝ジョウラーニー、アッ＝ジョーラーニー、アッ＝ジューラーニーと発音することが多い。
アブー・ムハンマド（文語アラビア語発音: أبو محمد, Abū Muḥammad）は「ムハンマドの父」を意味するクンヤ。日本語メディアでは主に長母音を省いたカタカナ表記であるアブ・ムハンマド、アブ・ムハマド、アブ・モハメド、アブ・モハマド、アブ・モハメッド、アブ・モハンメドなどが混在している。
「アル＝ジャウラーニー」というニスバは、1967年の第3次中東戦争以来大部分をイスラエルの占領下に置かれているゴラン高原のアラビア語名 アル＝ジャウラーン（アラビア語：اَلْجَوْلَان, 文語アラビア語発音：al-Jawlānないしはal-Jaulān、口語的アラビア語発音例：al-Joulān(アル＝ジョウラーン), al-Jolān(アル＝ジョーラーン), al-Julān(アル＝ジューラーン) に由来、形容詞化したものに当たり、ゴラン高原生まれの父を持ち自身がゴラン高原にルーツを持つことに由来するとされている。
日本語メディアでは主に長母音を省いたカタカナ表記である（アル・）ジャウラニ、（アル・）ジョウラニ、（アル・）ジョラニ、（アル・）ジュラニ、（アル・）ジャラニなどが混在している。

## 来歴

### 家系
アフマド・フサイン（口語アラビア語発音：アフマド・フセイン、アル＝ジャウラーニー）の父フサイン・アッ＝シャルウ（口語アラビア語発音：フセイン・アッ＝シャルア、フセイン・アッ＝シャラア）はシリアのゴラン高原に位置しガリラヤ湖からほど近い町フィーク（アラビア語：فيق、発音：فِيق, Fīq）生まれ。父方祖父アリー（アラビア語：علي, ʿAlī、フサイン（フセイン）の父）一族はイクター制時代に一帯の保有を認められ代々同地で暮らしていたが、1967年の第三次中東戦争でイスラエルに占領されたことを受けダマスカスへ避難移住した。
ジャウラーニーの父実家は学者を多く輩出し、先祖をたどっていくと預言者ムハンマド一族に行き当たるともされている。周辺地域の複数家系との間に血縁関係を持つシリア南部の名士・地主家系（スンナ派）で、地元の大半の土地を所有し大勢を雇い入れて広大な農地を経営。地元社会の運営に寄与するかたわら、祖父アリーは商業なども営み有力な商人・名士としても知られていたという。フランスの植民地主義に抵抗する闘争が始まると一族男性成員らは参加、中には死刑（ただし施行はされず）を宣告された者もいた。。
父フサイン（フセイン）は当初クッターブを経てシリア南部の故郷付近で小・中学校を卒業。高校時代になると左派政治活動家となり逮捕を経験した。シリアで政権を握ったバアス党による統治に対する反対運動参加で複数回逮捕されたことからヨルダンでの投獄期間を経てイラク首都バグダードの高校に編入。バグダード大学で経済・政治を専攻するかたわらアラブ民族主義・左派思想・解放運動活動を続けた。
1970年代にハーフィズ・アル＝アサド独裁政権下のシリアに帰国したが再び投獄され短期間で出所。後に石油公社へと入社、シリア南部のクネイトラ地方議会議員にも当選したが、1973年の国会選挙立候補を境に政権との関係が悪化。サウジアラビア石油省での就職を決め移住。現地で息子アフマド（ジャウラーニー）が誕生した。
父の政治活動や抵抗活動について息子のアフマド（ジャウラーニー）は共通点を見出し、パレスチナ愛やパレスチナ防衛に身を投じる姿勢において一致していると感じていると語るなどしており、自身も2000年に起こった第2次インティファーダに多大なる関心を寄せるに至った。

### 前半生
1982年、アフマド（ジャウラーニー）はサウジアラビアの首都リヤド（リヤード）で生まれ、サウジアラビア石油省に所属する経済専門家だった父とともに幼少期を過ごした。1989年（当時7歳）に一家はシリアに帰国、アフマド（ジャウラーニー）は政府要人や大物ビジネスマンらも暮らすダマスカスのメッゼ地区の閑静な住宅街フィーラート・シャルキーヤ（アラビア語：فيلات شرقية, Fīlat Sharqīya, 「東部ヴィラ（地区）」の意、英語名：Eastern Villas）エリアで育った。
シリアにおける彼の一家は都市部に暮らすリベラルな中流家庭で、母は学校の教師として、父は石油産業コンサルタントとしてシリア首相マフムード・アッ＝ズウビーのもとで働いていた。近隣住民の証言によると、地元に不動産屋やスーパーマーケットも所有・経営。人柄の良い一家として知られていたという。
生真面目な家庭に育ち親からも勤勉な子供に育つことを期待されたアフマド少年は小学校時代の同級生だという人物らの証言によれば厚い眼鏡をかけた細身の男児で人を動かすのが上手い知恵があるものの内気な性格をしており目立たない存在だったという。アサド政権崩壊後各メディアによって行われた同級生・地元住民らへのインタビューでも、礼儀正しく人柄の良い、それでいて恥ずかしがり屋な少年だったという声が多く、先行の報道を裏付けるものとなった。
なお、アフマドが成長するにつれ優れた容姿ゆえ多くの女子たちに好かれ、（おそらく高校生時代には）アラウィー派の少女と恋愛をしたこともあったが宗派の違いから双方の実家から反対されじきに破局、アフマドにとってはシリア社会における宗派問題を実体験した出来事となったと指摘している報道なども見られる。
彼はダマスカス大学に進学し医学部で医師を目指したとも言われているが、メディア学部に在籍したとの情報が有力と見られ、アメリカのイラク侵攻の動きを受けて戦闘員となるべく2年間在籍したダマスカス大学を21～22歳頃に中退した。
イスラームの信仰については2000年に起こった第2次インティファーダを受けてパレスチナ防衛に参加することを考え始めた18歳頃に関心を持ったと自身で語っており、人から「モスクで礼拝をしたり、クルアーン（コーラン）朗誦やクルアーン解釈の勉強をしたらどうか」と勧められたのが具体的なきっかけだったとしている。アフマドはそれ以降メッゼの大モスクに度々足を運んだが、当初はスーフィズム傾向を持ち合わせた伝統的イスラーム学者らから教えを受けており、その筆頭にアブー・アル＝ハイル・シュクリー（アラビア語：أبو الخير شكري, Abū al-Khayr(ないしはal-Khair) Shukrī、のちのシリア国民連合メンバー）がいたという。

### イラク戦争

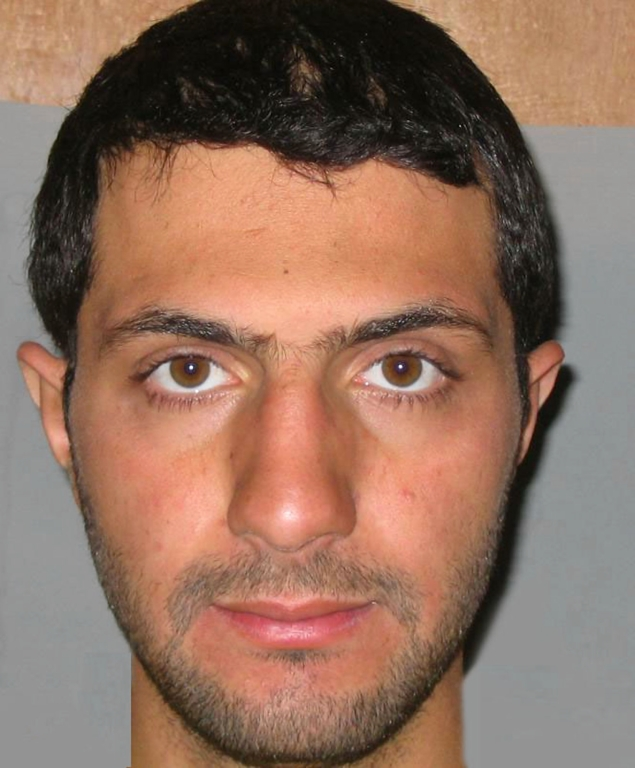
2006年にアメリカ軍に逮捕されたジャウラーニーのマグショット

2021年にアメリカのドキュメンタリー番組『フロントライン』のインタビューで語ったところによれば、ジャウラーニーは2000年の第2次インティファーダに17、18歳の時に遭遇し、先鋭的な思想に染まるようになった。インタビューの中で彼は「どうすれば、占領者と侵略者に抑圧されているウンマ（イスラーム共同体）を防衛するという自分の使命を全うできるのか、と考えるようになりました。」と語っている。
2001年9月11日のアメリカ同時多発テロに感激したジャウラーニーはこれを機にサラフィー主義者に転向したと考えられており、有志連合による2003年イラク攻撃が始まる1週間前にバスでダマスカスからバグダードへ赴いた。そしてアル＝カーイダのイラク支部 (AQI)に参加し、瞬く間に頭角を現した。タイムズ・オブ・イスラエル紙は、当時のジャウラーニーはAQI指導者アブー・ムスアブ・アッ＝ザルカーウィーの側近だったとしている。
一方でジャウラーニー自身は2021年のインタビューでこれを否定し、ザルカーウィーとは会ったこともなく、アメリカによるイラク占領に抗うAQIのごく一般の歩兵だったと主張している。2006年にイラク内戦が勃発する前に、ジャウラーニーはアメリカ軍に逮捕され、アブグレイブ刑務所、ブッカ基地、クロッパー基地、タージ基地といった各地の牢を転々とした。
アフマドの行方は当時実家には知られておらず家族らは末っ子がイラクで死亡したと覚悟。アフマド以外にも出身地域からイラクへ行った若者たちは何人もいたが、彼らがじきにシリアに帰ってきてもアフマドは帰国せず消息が途絶えたままで、逮捕されたのではないかといった噂も出回っていたという。
ダマスカスの実家には当局からアフマドに兵役に就かせるようにとの要求が寄せられアフマドの行方を尋ねる警察官が度々やって来るようになり、アフマドの両親や兄弟の大半はシリア国外への移住を選択。地元に住宅・不動産屋事務所・スーパーマーケットを残したまま両親の姿も兄弟の姿もぱたりと見かけなくなったと近隣住民らの声が報じられるなどしている。

### シリア内戦

#### シリアでの蜂起とヌスラ戦線設立
2011年にシリア革命が勃発し、続いて内戦に突入すると、それに前後して釈放されていたジャウラーニーは莫大な資金とアル＝カーイダ勢力拡大の任務を帯びてシリアに戻った。この頃イラクのアル＝カーイダ指導部とジャウラーニーの関係は思わしくなく、指導部はジャウラーニーがイラクを出たことに満足していたほどであったが、ともかくジャウラーニーはアル＝カーイダのシリア支部としてヌスラ戦線を立ち上げるためアブー・バクル・アル＝バグダーディーと調整を進めた。ヌスラ戦線とバグダーディー率いる「イラクのイスラム国」（ISI）は2013年まで同盟関係にあり、ジャウラーニーとバグダーディーの間で紛争が起きた場合はアル＝カーイダ司令官アイマン・ザワーヒリーが仲介するという取り決めがなされていた。しかしこのISILとの活動が続くにつれて、ジャウラーニー自身は次第に国際ジハーディストの思想から距離を置くようになり、自身の組織をシリア内戦内でのナショナリスト闘争の文脈へと軌道修正しようと試みるようになった。
当初ISIはジャウラーニーに、兵員、武器、シリアでのアル＝カーイダ拡大のための資金を融通していた。これは、ジャウラーニーが解放後にISI指導者たちと立てていた計画に沿ったものであった。
2012年1月、ヌスラ戦線が正式に設立を宣言し、ジャウラーニーはその「総司令官」となった。12月、アメリカはヌスラ戦線をテロ組織と認定し、実態はAQI、ISIと同じであり別名を騙っているにすぎないとした。ジャウラーニーの指導下で、ヌスラ戦線はシリア内戦を戦う最強勢力の一つへと台頭していった。

#### ISILとの衝突
2013年4月、バグダーディーがヌスラ戦線とISIを統合し「イラクとレバントのイスラム国」 (ISIL)をとすると宣言した。しかしこれはヌスラ戦線の指揮権、意思決定、作戦遂行をすべてバグダーディーの直接管理下に置くというものであり、ジャウラーニーは明確に拒絶の意思を示した。ヌスラ戦線の独立性を保つべく、ジャウラーニーはバグダーディーではなくアル＝カーイダ指導者のザワーヒリーに忠誠を誓い、その支持を得た。
これまでヌスラ戦線はISIを通じて間接的にアル＝カーイダの組織に参画していたが、ここでISI（ISIL）を飛ばしてザワーヒリーに従ったことで、正式にシリアにおけるアル＝カーイダの支部となった。バグダーディーもザワーヒリーに忠誠を誓っていたにもかかわらず、この新たな体制を拒否した。その結果、シリア内における支配領域をめぐってヌスラ戦線とISILは敵対関係となり、軍事衝突するに至った。

#### ヌスラ戦線の復活
2015年5月、ジャウラーニーはカタールの放送局アルジャジーラのアフマド・マンスールのインタビューに覆面で応じた。ジャウラーニーは、ジュネーヴで行われた和平会議を茶番と断じ、西側諸国の支援を受けてこの会議に参加していたシリア国民連合はシリア国民を代表しておらず、シリアにおける実効的な存在感も無いと主張した。その一方でジャウラーニーは、「ヌスラ戦線に、西側諸国の標的を攻撃するような計画や意志はありません。我々はザワーヒリー師から、シリアをアメリカやヨーロッパを攻撃する発射台としてはならない、体制と戦うという真の任務の妨げにならないようにするためである、という明確な指令を受けています。アル＝カーイダがそれをやっているとしても、ここシリアではそうではありません。我らが戦う相手の一つとしてアサド軍、二つ目にヒズボラ、3つ目にISILがあります。これらすべて彼ら同士の利益のために動いているのです。」と述べ、西側諸国との対立よりもアサド政権やISILとの戦いを優先する意思を明らかにした。
また内戦終結後のシリアの展望について問われたジャウラーニーは、誰かが「イスラム国家を樹立する」前に、国内のすべての派閥と協議することになるだろうと述べた。また彼は、少数派のアラウィー派がアサド政権を支持しているとしても、ヌスラ戦線が彼らを攻撃目標とすることはないとした。「我々の戦争は、アラウィー派に対する復讐などと言ったものではありません。彼らがイスラームにおいては異端とされているという事実があっても、です。」。ただこのインタビューに付された解説によれば、ジャウラーニーは、アラウィー派が自身の信条から「イスラームに反する」要素を捨てない限りは捨て置かれる、とも主張したとしている。
2015年10月、ジャウラーニーはアラウィー派村落への無差別攻撃を呼びかけた。これはロシアがアサド政権側として内戦に介入し、スンニ派地域を空襲したことへの報復であり、ジャウラーニーは「戦闘をエスカレートさせ、ラタキアのアラウィー派の街や村を攻撃目標とするほかに選択肢はなかった」と主張した。またジャウラーニーは、旧ソ連圏のムスリムに対しロシア市民を襲撃するよう呼びかけた。

#### シャーム征服戦線
2016年7月28日、ジャウラーニーは録音音声で声明を発し、ヌスラ戦線を「シャーム征服戦線」に改称すると宣言した。この声明の中で、ジャウラーニーは新組織が「いかなる外部組織とも提携関係は無い」と述べた。これについてアル＝カーイダとの断交宣言であるとみる説もあるが、ジャウラーニー自身はアル＝カーイダとの関係やかつての自身のザワーヒリーに対する忠誠宣言に言及しなかった。

#### シャーム解放機構（HTS）
2017年1月28日、ジャウラーニーはシャーム征服戦線の解散と、新たに他の組織も包含して拡大したシリアにおけるイスラーム組織シャーム解放機構（HTS）の設立を宣言した。HTSはアル＝カーイダやISILと争う立場を明確にし、西側諸国に歩み寄る姿勢を示した。アル＝カーイダ、ISIL、その他の対立勢力との争いを勝ち抜いたHTSは、イドリブ県の大部分を支配下におさめ、シリア救済政府を通じて統治するようになった。

#### イドリブ統治
2017年11月、ジャウラーニーとHTSはイドリブ県の支配地域に行政部門としてシリア救済政府を設立し、国家のような体制を築きはじめた。これには、従来の過激派組織としての対外イメージを払拭し、安定した統治能力を持った組織であるとアピールする意図もあったとされている。かつて過激派の戦士として顔を隠し、公への露出を避けていたジャウラーニー自身も、ここでは積極的に民衆と交流したり、難民キャンプを訪問したりしている。また2023年の大地震でイドリブ県が大きな被害を受けた際には、みずから援助活動を監督した。また安定した統治遂行のために公共サービスの整備に力を入れる一方で、政府軍や周辺の他の反政府勢力と争い、排除していった。例えば2020年には、アル=カーイダがHTSからの離反者を中心に組織した宗教の守護者（フッラース・アッ＝ディーン、シリアのアル=カーイダ）と全面衝突し、壊滅させた。
2021年にアフガニスタンでターリバーンが政権に復帰すると、ジャウラーニーはこれを「目的のために戦術的妥協を行い、ジハーディスト活動と政治的目標の達成を両立させたモデルになった」と称賛した。
イドリブ県は歴史的にシリアで最も貧しい地域であったが、ジャウラーニーの統治下で、シリア内で最も著しい成長を遂げた。新たに豪勢なショッピングモール、住宅地、24時間無休の電力供給が整備され、これはダマスカスをもしのぐ進展であった。18,000人が学ぶ大学をはじめとした教育体制も整備された。一方で、トルコからの輸入品や検問所で見つかった密輸品に高い関税をかけるという政策や、それまでこの地域の主要通貨であったトルコ・リラの価値下落に伴う経済的影響などから批判や不満も上がっている。
2024年3月、イドリブ県で「ジャウラーニーを倒せ」というスローガンを掲げた大規模な反ジャウラーニー抗議デモが勃発し、約1か月にわたり数百から数千の人々が各地の都市で抗議活動を展開した。原因は複数あり、ジャウラーニーを批判した数千人が投獄され暴力を受けている疑惑が出たこと、またHTSが比較的高い税率を市民に課していることなどが指摘された。刑務所での暴力・虐待疑惑について、後にジャウラーニーは「我々の命令や指示によるものではない」とし、関係者の追及を進めていると主張した。
こうした反発に対し、ジャウラーニーは前年夏に実施した治安維持作戦で逮捕していた数百人の抑留者を釈放するなど譲歩策をとった。解放された中には、かつてジャウラーニーの副官だったアブー・マーリヤー・アル＝カフターニーをはじめ、政争でジャウラーニーに排除されたHTSのメンバーも含まれていた。またジャウラーニーは、地方選挙の実施と避難民の雇用機会拡大を約束した。その一方で、抗議者には彼らを「裏切者」と呼ぶなど警告の脅しもかけていた。
北隣のトルコは、もともとはアサド政権に対抗する意図から、電力を供給したり建設物資の自由な輸出を認めたりしてHTS支配地域の安定化を支援していた。しかしジャウラーニーの影響力が拡大してくると、警戒したトルコはイドリブへの越境貿易に制限を書けるようになり、これがHTSの減収につながっている。またジャウラーニーも、トルコが管理下に置いている北シリアの地域を2度にわたり奪おうと試みていたと報じられている。

#### 2024年末の大攻勢

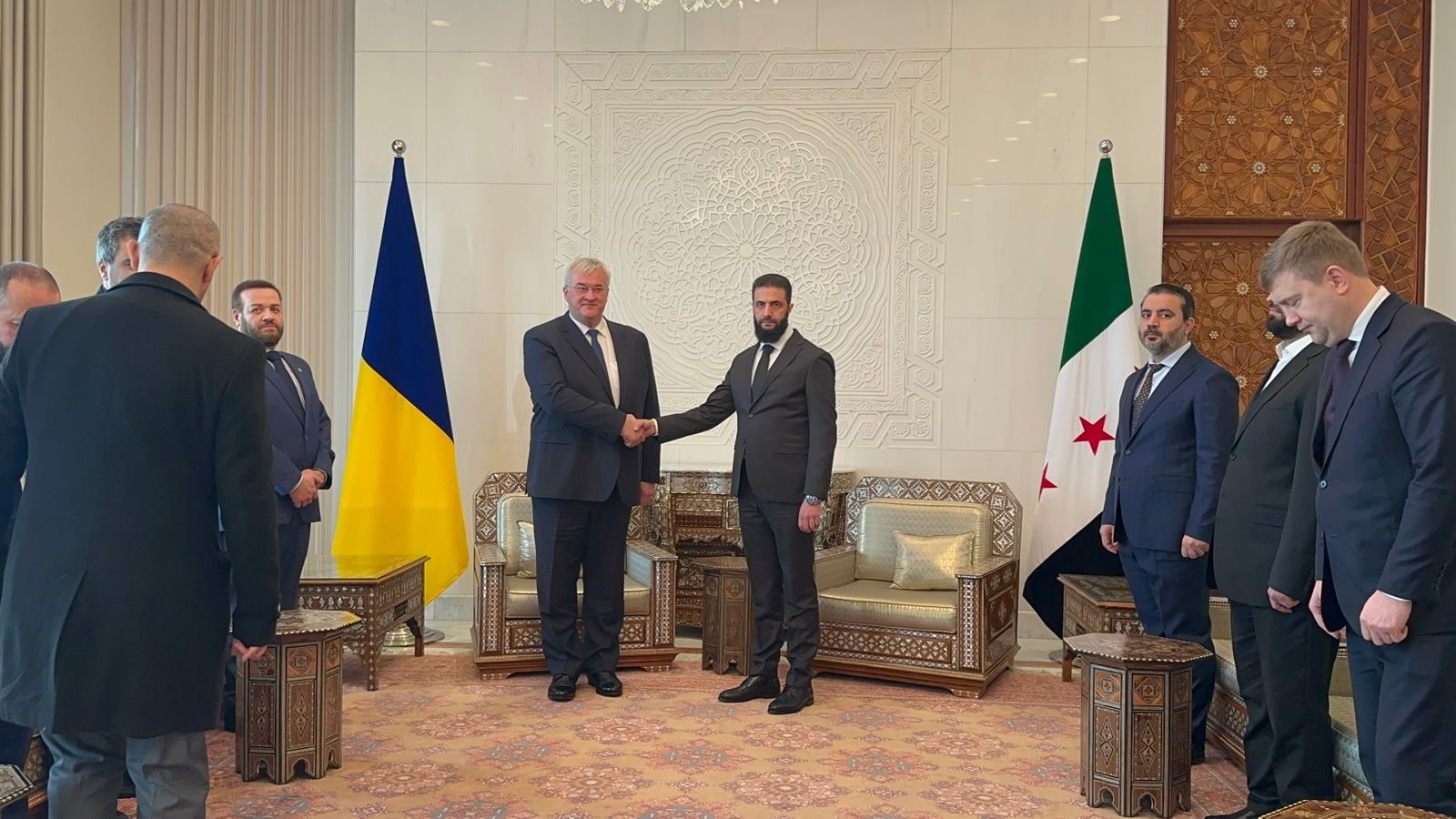
2024年12月、ウクライナのアンドリー・シビハ外相（中央左）と会談するジャウラーニー（中央右）

2024年11月末、HTSを中心とする反体制連合組織の軍事作戦司令部が奇襲攻撃を開始し、政府軍との数年ぶりの大規模衝突に入った。反体制派は1週間のうちに急速に勢力を拡大し、シリア北部の要衝アレッポを8年ぶりに奪還した。
アレッポ制圧の過程で、ジャウラーニーは麾下の軍に「子どもを怖がらせる」ことがないよう命じ、またHTSの報道機関もアレッポ市民が普段通りにクリスマスを祝っている様子を報じた。政府軍がアレッポから排除された後、ジャウラーニーは「多様性は力である」と宣言した。HTSは占領したアレッポでごみ収集、電気・水供給といった基本インフラを速やかに再開させた。HTS傘下のザカート総合委員会はパンの緊急配給を始め、穀物貿易加工総合機構は地元のパン屋への燃料供給を始めた。発展・人道援助省は、「我ら共に帰る」と題した作戦として65,000ローヴのパンを配給したと報告している。
なお12月1日にインドのニュース雑誌「ザ・ウィーク」が、アラブメディアやソーシャルメディア上でジャウラーニーがロシア軍の空襲により殺害されたという未確認情報を報じた。しかしジャウラーニーは4日にアレッポ城に姿を見せ、死亡説を否定した。
12月6日、ジャウラーニーはCNNの対面インタビューに応じ、大攻勢の目標はアサドを政権の座から追いやることであると述べた。またキリスト教徒などの宗教的・民族的少数派について「他のグループを抹殺する権利は誰にもない。これらの宗派はこの地域で何百年も共存してきており、誰も彼らを排除する権利はないのです」と述べ、少数派グループを保護することを明確に誓った。またイスラームによる統治について、多くの人々が恐れているのは誤ったイスラーム統治を目にしてきたか誤解しているかのどちらかであり、HTSをはじめとした反政府勢力の支配下にはいっても民間人が恐れることはほとんどないと主張した。このインタビューで、ジャウラーニーはその偽名ではなく本名のアフマド・フサイン・アッ＝シャラアの名を使った。CNNのモスタファ・サレムとイシル・サリユチェは、アッ＝シャラアがかつてアル＝カーイダの拡大を喧伝していた自身のイメージを刷新し、再構築しようとしていると分析している。アッ＝シャラア自身も、「20代の人は、30代や40代の人、そしてもちろん50代の人とは性格が異なります。これが人間の本性なのです。」と述べ、自身のかつてのイメージを認めながらもすでに決定的な転向を遂げたことを強調した。
国際危機グループのダリーン・ハリファによれば、アッ＝シャラアは軍民両方の統治機構を強固なものとするため、HTSの解体をも検討しているという。また彼は国外へ脱出しているシリア難民の帰郷を促進する意思も示している。
12月8日にダマスカスが陥落してアサド政権が崩壊し、代わってシリアの統治を目指す暫定政権を主導するHTSのリーダーとして、アッ＝シャラアはシリアの事実上の指導者となった。12月21日にはアメリカ政府の外交団とダマスカスで交渉を行い、アメリカはアッ＝シャラアに対する逮捕報奨金を撤回している。

## 大統領職（2025 - ）

### 大統領任命
2025年1月29日、シリア革命勝利会議の中で、元反体制派の軍事作戦司令部のハッサン・アブデル・ガーニ報道官は、シリア総司令部がアフマド・フサイン・アッ＝シャラアを大統領に任命したことを発表した。ガーニは、アッ＝シャラアが暫定期間中に国を統治し、大統領の職務を担い、国際舞台では国を代表して行動すると述べた。
大統領に任命されたアッ＝シャラアは、1月31日の就任演説で、「国民対話会議」を開催し、アサド政権の憲法が無効化された後の政権移行期に「法的な参考資料」となる「憲法の発布」について発表すると述べた。アッ＝シャラアは、「シリアで血を流し、虐殺と犯罪を犯した犯罪者を追及する」と宣言した。

### 執政
2025年1月30日、アッ＝シャラアが大統領に任命された翌日、カタールのタミーム・ビン・ハマド・アール＝サーニー首長は、アサド政権崩壊後初となるダマスカス訪問を実施し、シリア内戦後の復興事業などについて話し合った。2月2日、アッ＝シャラアはアスアド・ハサン・アッ＝シャイバーニー外相とともにサウジアラビアの首都リヤドを訪問した。アサド政権崩壊後、初の公式外遊となる。訪問中、ムハンマド・ビン・サルマーン皇太子と会談した。アッ＝シャラアはその後、ウムラ（メッカ巡礼）のために、ジッダに向かった。2月4日、アッ＝シャラアは2度目の外遊でトルコを訪れ、レジェップ・タイイップ・エルドアン大統領と会談し、2月8日にはフェルナンド・アリアス事務局長率いる化学兵器禁止機関代表団がダマスカスを訪れ、アサド政権打倒後初めてアッ＝シャラアと会談した。

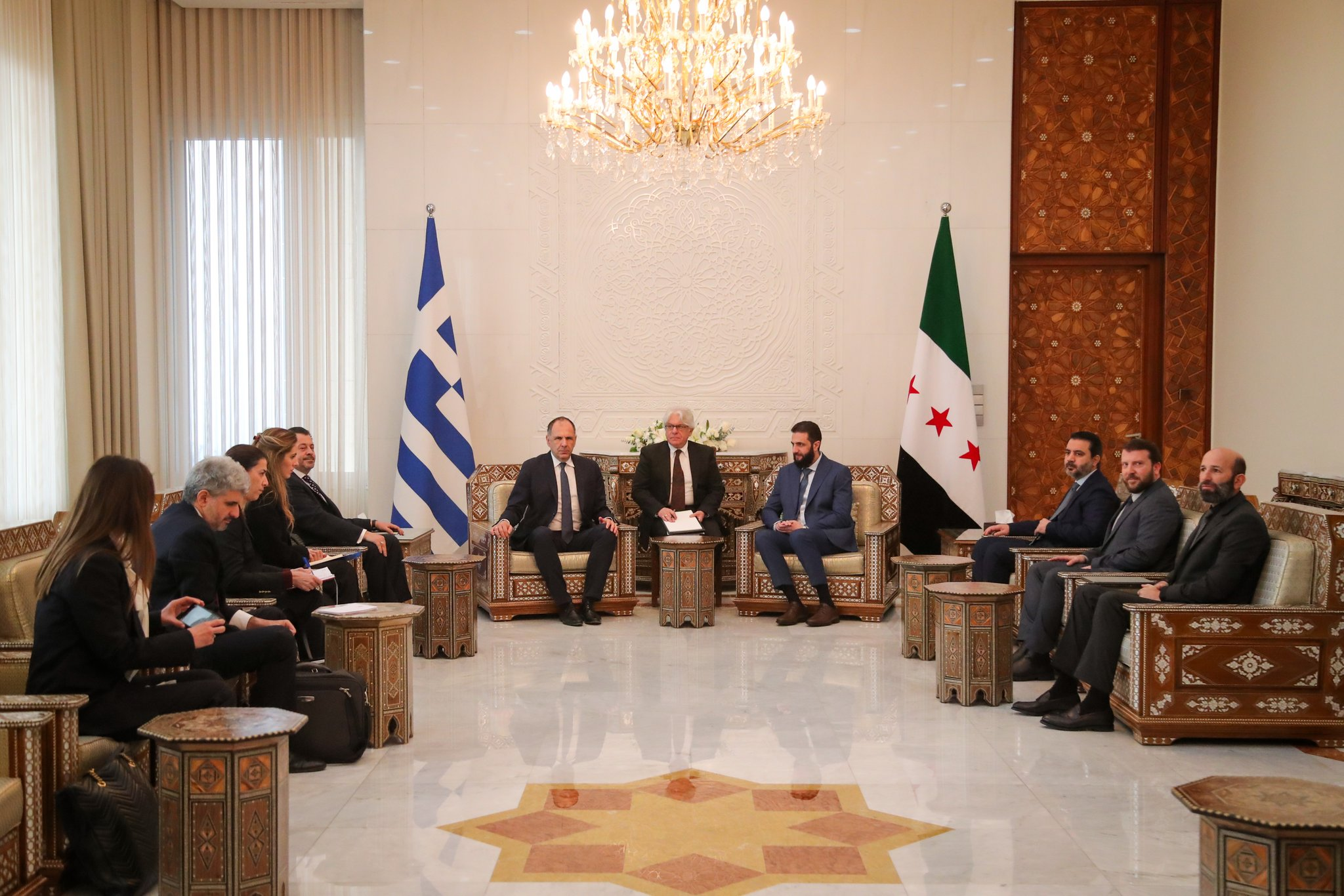
ギリシャのゲオルギオス・ゲラペトリティス外相と対談するアッ＝シャラア（2025年2月9日、シリア）

2月12日、アッ＝シャラアはロシアのウラジーミル・プーチン大統領と電話会談を行った。プーチン大統領としてはアサド政権崩壊後初めてシリアの国家元首との対談となる。同日、アッ＝シャラアは、シリア国民連合とシリア交渉委員会の代表者（ハーディー・アル＝バハラとバーダー・ジャムス）と会談し、両組織が近々解散することが発表された。2月17日、アッ＝シャラアは、追放されたバッシャール・アル＝アサド大統領のかつての拠点であった沿岸部のラタキア県とタルトゥース県を初めて公式訪問し、2月21日には中国の史宏微駐ダマスカス大使と会談した。
2月23日、イスラエルのベンヤミン・ネタニヤフ首相は、クネイトラ県、ダルアー県、スワイダー県などのシリア南部地域での完全な非武装化と、ダマスカス以南のシリア領からシリア軍の撤退させることを要求した。その数時間後、イスラエル軍はダマスカスとシリア南部で相次いで空爆を行った。シリア国民対話会議の冒頭演説で、アッ＝シャラアは団結と協力を強調し、苦境から脱却するためにシリアへの支援を促しながら、「他国はシリアを見捨てない」と自信を示した。また、「政権移行期正義委員会」の設立計画を発表し、国家が武器を独占する一方で、各武装勢力が軍に統合する必要性を強調した。
2月26日、アッ＝シャラアは3度目の外遊でアンマンに訪れ、ヨルダンのアブドゥッラー2世と会談し、3月2日には、政権の移行に向け憲法草案を起草する委員会の設置を発表。3月13日には、暫定憲法であるシリア・アラブ共和国憲法宣言に署名し、正式な政権への移行期間を5年とするほか、「アサド政権に対する賞賛とアサド政権下での犯罪行為を否定すること」の2つが禁じられることが定められた。

#### シリア暫定憲法
2025年1月29日に開催されたシリア革命勝利会議の中で元反体制派の軍事作戦司令部のハッサン・アブデル・ガーニ報道官は、2012年に制定されたバアス党政権時代の憲法を廃止すると発表した。大統領に就任したアッ＝シャラアは、1月31日に行った就任演説で、「シリア国民対話会議」を開催し、政治移行中の「法的参照資料」となる「憲法発布」を行うと述べた。2月12日、暫定政府は、当時予定されていた国民対話会議の準備委員会を結成することを発表した： ハッサン・アル＝ダギム、マヘル・アロウシュ、モハメド・マステト、ユセフ・アル＝ヒジュル、ムスタファ・アル＝ムーサ、ヒンド・カバワット、フーダ・アタシの7名からなる。
3月2日、アッ＝シャラアは、アサド政権崩壊後の国の移行を円滑にするために、憲法草案を起草することを任務とする委員会の設立を宣言した。3月13日、アッ＝シャラアは5年間の間発効する暫定憲法に署名し、イスラム法を「第一の法源」として明記しながらも、シリアのすべての民族・宗教の権利を保護することを約束した。また憲法は大統領制を定めており、行政権は大臣を任命する大統領の手にある。アサド政権崩壊以後閉鎖されていた人民議会は、移行期間中の5年の間、暫定の議会として再開されることとなった。
一方で、北部及び東部シリア自治行政区（ロジャヴァ）は憲法草案の履行を拒否している。シリア民主評議会はシリアにおける暴力の増大、セクト主義化、権威主義化といった今後の課題について、暫定政府に対し警告した。
3月29日、シリア移行政府が発足した。

## ドキュメンタリー
2021年6月1日に放映されたPBSの『フロントライン』のドキュメンタリー「ジハーディスト」は、進行中のシリア内戦の文脈を通じてジャウラーニーの過去を探るという内容であった。インタビューの中で、かつてアル＝カーイダに所属していたという過去について問われたジャウラーニーは、以下のようにコメントしている。
この地域の歴史、そしてここ20か30年の間に何が起きていたのかを考える必要があります......今ここでは、暴君たちによって、鉄の拳と治安組織を使う人々によって支配されてきた地のことを話しているわけです。同時に、この地域は数え切れぬ紛争と戦争に取り囲まれてきました......私たちがこの歴史の部分を取り払うことはできないし、そう、それで諸々あってアル＝カーイダに参加したのです。数千人もの人々がアル＝カーイダに身を投じたわけですが、彼らがアル＝カーイダに参加した背景にある理由に目を向けてみませんか？それこそが問題なのです。この地域における第二次世界大戦後のアメリカの政策に、人々をアル＝カーイダ組織へ駆り立てた責任があるのでしょうか？この地域におけるヨーロッパ人の政策に、人々がパレスチナ問題に共感を覚えたり、シオニスト体制（イスラエル）がパレスチナ人に対して行っている所業に反応したりしていることへの責任があるのでしょうか？ ......それとも、打ち壊され抑圧され、例えばイラクやアフガニスタンで起きたようなことに耐え忍んでいる人々に、彼らに責任があるというのでしょうか......？我々が過去にアル＝カーイダに関与したのはそういう時代で、そしてそれは終わったのであり、また我らがアル＝カーイダとともにあったその時でさえ我々は外へ攻撃を繰り出すのに反対していたし、シリアからヨーロッパ人やアメリカ人を標的にするような対外作戦を行うというのは完全に我々のポリシーに反するものであります。そのようなことは私たちの計算には全く入っていませんし、全く実施しなかったのです。

## 家族

### 父
名前：
フサイン・アッ＝シャルウ（アラビア語: حسين الشرع, Ḥusayn al-Sharʿ）
ファーストネームがフサイン（口語発音：フセイン）、アッ＝シャルウ（口語発音：アッ＝シャルア、アッ＝シャラア）が家名。
家族：
妻、子女についてはアフマド（ジャウラーニー）も含め男子が4人・女子が2人。
経歴：
シリアのゴラン高原地域出身。ガリラヤ湖を臨む町フィーク（アラビア語：فيق、発音：فِيق, Fīq）生まれ。父方はイクター制により一帯の土地所有を認められた地主家系で、父アリー（アラビア語：علي, ʿAlī）は商人としても活躍する地元の名士だった。
フサイン（フセイン）は当初クッターブ（イスラーム式寺子屋）に入ったが極めて優秀であることが明らかになったため、家族の手配により小学校に転学。高校時代の途中までシリア南部の故郷付近で過ごした。早くから政治活動への関心を抱き高校生の時にはナセル（ナーセル）主義者・アラブ民族主義左派政治活動家となり逮捕も経験。ダマスカスのメッゼ刑務所に移送されることが決まったが、地元有力者・住民らの介入により免れ4日後に釈放された。
1961年と1963年のクーデターでシリアとエジプトの連合国家が解体しバアス党が政権を握ったこと、バアス党による統治に対する反対運動参加で複数回逮捕されたことなどを受けエジプトのカイロへ逃れるべくヨルダンへと出国したが、当時のヨルダンはナセル（ナーセル）政権との折り合いが悪く、2ヶ月半にわたり投獄。その後サウジアラビアに行くかイラクに行くか選ぶよう提示され、イラクを選択した。イラクに渡った彼は歓迎を受け首都バグダードの有名高校に編入。優秀な成績を収めバグダード大学工学部に進学を決めたが、事情により経済・政治学部に転部した後1969年に卒業。またイラクで過ごしたこの時期、アラブ民族主義・左派思想・解放運動への従事を続けエジプトのナセル（ナーセル）大統領への傾倒を一層強めたとされる。
フサイン（フセイン）が学業を続けていた1967年、第三次中東戦争によるゴラン高原の故郷にあった一族の所有地はイスラエルにより占領。彼の実家はダマスカスへ避難移住した。
1970年代にハーフィズ・アル＝アサド独裁政権下のシリアに帰国したが再び投獄され短期間で出所。公務員としての職を得ることができなかったことから1年間英語教師を務めていたが後に職を得て石油公社へと入社、経済専攻者として石油省の相談役にまで昇進した。彼の元には経済学を学ぶ大学院生らがしばしば訪ね、経済に関する教えを受けたという。
彼はシリア南部のクネイトラ地方議会議員に立候補し当選。1973年には国会を目指したがバアス党員ではなかったことから選出されなかった。これは彼の政治的活動などを原因として得票数の操作が行われた結果の落選だったとされているが、国会出馬を機にバアス党政権との対立や圧力が強まっていき、サウジアラビアへと渡航する原因となった。
シリアの石油公社には1979年まで務め、サウジアラビア石油省に経済研究家として就任することが決まったためサウジアラビアへ移住。現地で息子アフマド（ジャウラーニー）が誕生した。
またこの時期に前後して新聞への寄稿や複数著書を刊行。過度に石油に依存し持続可能な経済を構築しないアラブ世界の現状に警鐘を鳴らすとともに、石油などの天然資源をアラブ世界の発展と経済統合の加速に役立てる必要性を論じ、余剰資本を鍵となる分野である教育・農業・軍事へ投資すべきだとの主張を行った。
フサイン（フセイン）は大統領ハーフィズ・アル＝アサドの死去に伴う代替わりで一時的に訪れたシリア社会の明るい気運を受け、バッシャール・アル＝アサド新政権が平和裏かつ穏やかに改革の道を進み最終的には民主主義体制に移行することを求める運動に参加。しかしながら反対派の取り締まりが厳しくなると何度も逮捕されるようになり、以降は政治活動家としても経済専門家としても表舞台から姿を消し名が聞かれることは無くなった。
ダマスカスのメッゼ地区に残してきた自宅・不動産屋事務所・スーパーマーケットは息子アフマド（ジャウラーニー）がイスラーム主義活動家として活躍するようになった時点でシリア政府の公安警察が裁判官や弁護士を伴い来訪し鍵を破壊。没収し管理下に置いた後とある夫妻の手に渡っていたがアサド政権崩壊と政権移譲が完了してすぐアフマド（ジャウラーニー）が帰還、両親の思い出が詰まった家を取り戻したいとの丁重な提案がなされたといい、シャルウ（シャルア/シャラア）家に自宅が再び取り戻されることとなった。またこの時、知人らへの挨拶回りや馴染みの床屋での散髪も行いメディアで話題となった。
アフマド（ジャウラーニー）の両親の消息についてはアサド政権崩壊後にエジプト首都カイロに住んでいると報じられ、居住地域の具体的名称が取り沙汰されるなどした。これは息子アフマドの元でエジプトから渡航したエジプト人ムスリム同胞団らが外国人戦闘員という形で活動してきたこと、またアサド政権崩壊後にアフマドがエジプト政府によりヒシャーム・バラカート検事総長爆殺犯・テロリストと指定手配を受けているマフムード・ファトヒー、トルコのエルドアン大統領顧問ヤシン・アクタイと共に記念撮影した写真が公開されたことがきっかけだった。
エジプト国内では死刑判決を受けながらもトルコに逃れた指名手配犯がシリア新政権のキーパーソンと共に動いていること、エジプトを脱したムスリム同胞団員らがトルコでの活動を経てシリアのシャーム解放機構（HTS、タフリール・アッ＝シャーム）に合流し活動場所をシリアに広げている件を重大視する声が上がり、複数の政治家らがシリアだけでなくエジプトにも関わる国際問題だと意見を表明。また息子がイスラーム主義活動家としてムスリム同胞団員らを抱えている以上ムスリム同胞団などの原理主義的・反体制的組織を取り締まる法律を適用してアフマド（ジャウラーニー）の両親もそうした組織の一員とみなして逮捕すべきだとテレビ番組で論じるジャーナリストも現れるなどし、賛否両論の声が上がった。

### 兄1
名前：
マーヒル・アッ＝シャルウ（アラビア語: ماهر الشرع, Māhir al-Sharʿ）
ファーストネームがマーヒル（口語発音：Māher, マーヘル）、アッ＝シャルウ（口語発音：アッ＝シャルア、アッ＝シャラア）が家名。
経歴：
一家の長男。1973年ダマスカス生まれ。医学博士で専門は婦人科（不妊治療）。あわせて医療管理の学士を有する。
2024年12月にはシリア暫定政府・暫定政権の保健相に就任することが報じられた。大統領としてバッシャール・アル＝アサドが兄弟のマーヒル・アル＝アサド（マーヘル・アル＝アサド）を重用した縁故主義が繰り返されるのではないかといった議論・不安視の声も聞かれ、偶然にもファーストネームが全く同じマーヒル（マーヘル）であることも話題に上がった。これについては、国の状況が落ち着くまでの一時的な措置であると暫定政権サイドにより説明が行われている。

### 兄2
名前：
ハーズィム・アッ＝シャルウ（アラビア語: حازم الشرع, Ḥāzim al-Sharʿ）
ファーストネームがハーズィム（口語発音：Ḥāzem, ハーゼム）、アッ＝シャルウ（口語発音：アッ＝シャルア、アッ＝シャラア）が家名。
経歴：
一家の次男。1975年ダマスカス生まれ。ダマスカス大学で専攻し弁護士を得たが、炭酸飲料会社への就職なども経験している。第一子が生まれた時には同じ頃イラクへのジハードに赴いた弟アフマド（ジャウラーニー）にちなんでアフマドと命名した。
ハーズィム（ハーゼム）には1歳年下の妹がいるが、彼女の夫は結婚後アサド政権側の民兵組織関係者になったとされる。彼の自動車が爆破される事件が起きた際ハーズィム（ハーゼム）が犯人であるとして起訴されたという。
兄弟の中でも特にシリアの状況に強い関心を持っていた人物でもあり、一度は国外移住したものの弟アフマド（ジャウラーニー）の活動に共鳴したと見られ、再度シリアに帰国。イドリブの救済政府（救国政府）では裁判や喜捨財（アラビア語でザカートないしはザカー）の管理を任された。
2024年12月に行われたアサド政権から救済政府（救国政府）への政権移譲会談では弟アフマド（ジャウラーニー）の横に座る形で参加した。

### 妹
ハーズィム（ハーゼム）の1歳下。シリア情勢の変化に伴い夫がアサド政権側の民兵組織関係者となった後、彼の自動車が爆破される事件が発生。兄ハーズィム（ハーゼム）が犯人として起訴された。

### 配偶者
最初の結婚は2011年前後、ダマスカスにおいてだったと考えられている。初婚は若者時代の出会いを通じた個人的動機によるもので相手女性やその実家にイスラーム主義的傾向も無かった可能性があるが、その後は自身の活動の足場固めも兼ねた結婚を数回したものと見られ、その詳細や人数ははっきりしていないという。
2人目はイドリブ農村部出身の女性で、シャーム解放機構（HTS）幹部である宗教家アブー・アブドゥッラー・アッ＝シャーミー（アブドゥッラヒーム・アットゥーン）の親族だったとされる。この時点で妻は2人いたと言われるが、うち1人とは離婚したものと考えられている。
3人目は後にシャーム解放機構自組織の幹部であるアル＝ムギーラことクタイバ・アル＝バダウィーの姉妹でイドリブ郊外の（アル＝）バダウィー家出身女性を妻に迎えたと考えられるが、別の組織幹部の姉妹である、従姉妹であるといった憶測もあると言われている。
2000年春頃に少なくとも4回目となる結婚をし、アレッポ郊外にルーツを持つ女性を妻に迎えたとの報道があった。同女性はシャーム解放機構（HTS）幹部でアレッポ地域の司令官も務めたアブー・イブラーヒーム・サラーマ（アブドゥッラフマーン・サラーマ）の姉妹だとされる。
子女については、最初の結婚で第一子となる男児が誕生したという情報がある。